# Platinum
A Platinum (magyarul: platina) Mike Oldfield 1979-es, ötödik nagylemeze.
A lemez nem sokkal az Oldfield számára anyagi veszteséget okozó, félbeszakadt Exposed turné után jelent meg. Ennek köszönhető, hogy a korábbi munkáktól eltérően nem  annyira egységes. A turné befejezésekor csak a címadó kompozíció, a négyrészes Platinum volt kész. A negyedik rész végén Oldfield felhasználta Philip Glass North Star című művét, bár abból csak a kórus által énekelt három hang érkezett. Az 1980-as In Concert turnén a 2. rész közepén egy rövid ideig elhangzik a következő lemezen található Mirage című dal motívuma.
Az album további része rövidebb darabokból áll. Kritikusok véleménye szerint a lemez második fele kissé összecsapott. A Woodhenge 1976-ban készült el, egy természetfilm aláfestő zenéjének készítette Oldfield.
A következő szám eredetileg a Sally című dal volt, melyet nővérével, Sally Oldfielddel ketten énekeltek. (A szerzői Mike Oldfield és Nico Ramsden.) (A dal Oldfield barátnőjének, Sally Coopernek szólt, szövegének fordítása: Sally, én csak egy gorilla vagyok/mondani fogom, örökké szeretlek/akár egy majom Manilából/nem tudsz megállítani, hogy ajtódon kopogjak.) Ezzel azonban a kiadó tulajdonosa, Richard Branson annyira elégedetlen volt, hogy 30 000 megjelent példány után kicserélték a közben elkészített Into Wonderland-re. (A borítokon azonban mindmáig maradt a Sally felirat.)
Ez után a Punkadiddle című punk-rock paródia következik, melyet rákevert szurkólóhangok tesznek humorossá. Végül egy George Gershwin feldolgozás hallható.

## Számok
1. "Platinum Part 1: Airborn" – 5:05
2. "Platinum Part 2: Platinum" – 6:06
3. "Platinum Part 3: Charleston" – 3:17
4. "Platinum Part 4: North Star / Platinum Finale" – 4:49
5. "Woodhenge" – 4:05
6. "Into Wonderland" (vagy "Sally") – 3:46
7. "Punkadiddle" – 5:46
8. "I Got Rhythm" – 4:44

## Zenészek
- Mike Oldfield – elektromos gitár, akusztikus gitár, zongora, szintetizátor, vibrafon, marimba, vokál.
- Pierre Moerlen – dob, vibrafon
- Morris Pert – dob
- Alan Schwartzberg – dob
- Neil Jason – bőgő
- Hansford Rowe – bőgő
- Francisco Centeno – bőgő
- Nico Ramsden – billentyűsök
- Peter Lemer – billentyűsök
- Sally Cooper – csőharangok
- Demalza – konga
- Wendy Roberts – ének

## Produkció
- Kiadó – Virgin Records
- Felvétel – Blue Rock (USA), Electric Lady (USA), Througham (UK), Denham (UK), The Manor, 1979.
- Producer – Tom Newman.
- Hangmérnök – Kurt Munkacsi.

## Érdekességek
- Amerikában a lemez egy kicsit más változatban, Airborne címen is megjelent. Ezen a Woodhenge szám helyett a Guilty szerepel.